# مسعود شومان
مسعود شومان هو شاعر وباحث مصري من مواليد 16 يناير 1966. له إسهامات ثرية في الشعر العامي، وهو من طليعة المجددين في جيله، كما أنه أحد نقّاد شعر العامية والمتابعين له.كما له دراسات مهمة في حقلى الدراسات الشعبية والأنثروبولوجية، عمل مسعود شومان مديراً عاما للإدارة العامة للثقافة العامة والإدارة العامة لأطلس مأثور|المأثورات الشعبية ومديراً لتحرير جريدة مسرحنا ورئيسا لللإدارة المركزية للتدريب وإعداد القادة الثقافيين ورئيسا للإدارة المركزية للدراسات والبحوث ورئيسا لمجلس إدارة الهيئة العامة لقصور الثقافة ورئيسا للبيت الفنى للفنون الشعبية والاستعراضية، ويعمل الآن رئيسا للجنة الاستشارية العليا لأطلس المأثورات الشعبية ورئيسا لتحرير مجلة الثقافة الجديدة.

## سيرته الذاتية
- ولد في 16 – 1 - 1966، في مدينة شبين القناطر - محافظة القليوبية – مصر
- تخرج في كلية الحقوق – جامعة عين شمس بتقدير جيد عام 1988
- حصل على دبلوم الدراسات العليا في فلسفة الفنون الشعبية عام 1992 من المعهد العالي للفنون الشعبية – أكاديمية الفنون.
- حصل على الترتيب الأول في دفعته في المعهد وحصل في الدبلوم على تقدير ممتاز.
- دبلوم الدراسات العليا في الأنثروبولوجيا - معهد الدراسات الإفريقية - جامعة القاهرة.
- دبلوم التخطيط الاستراتيجى - معهد التخطيط القومى بتقدير ممتاز
- مقررات الماجستير من معهد الدراسات الإفريقية بتقدير ممتاز
- عضو اتحاد كتاب مصر
- عضو جمعية الأدباء والفنانين أتيليه القاهرة
- عضو اللجنة الاستشارية العليا لأطلس المأثورات الشعبية
- عضو الأمانة العامة لمؤتمر أدباء مصر في الأقاليم
- أمين عام مؤتمر أدباء مصر في دورة عام 2006
- رئيس المؤتمر العلمى الرابع لأطلس المأثورات الشعبية (الفرق الفنية الشعبية ودورها في الحفاظ على المأثور الشعبى، فرق الهيئة العامة لقصور الثقافة نموذجاً) 2019

## الإصــدارات
- الخطاب الشعري في الموال، دراسة تحليلية في نشكيل النماذج الإنسانية، القاهرة، 1994.
- أول بروفه (ديوان الفتافيت)، القاهرة، ط 1، 1996.
- مربعات ابن عروس (دراسة وتحقيق) دار سما للطبع والنشر، القاهرة، 2000.
- بيجرب المشي على رجل واحدة (ديوان شعري)، سلسلة كتابات جديدة، الهيئة المصرية العامة للكتاب، القاهرة، 2002.
- أول بروفه (ديوان الفتافيت)، مكتبة الأسرة، الهيئة المصرية العامة للكتاب، ط 2، القاهرة، 2002.
- رجلي أتقل من سنة 67، أصوات أدبية، الهيئة العامة لقصور الثقافة، القاهرة، 2003.
- الديك الفنان - ديوان شعري للأطفال - سلسلة كتاب قطر الندى - أغسطس 2003.
- ذاكرة مؤتمر أدباء مصر في الأقاليم، هيئة قصور الثقافة، ديسمبر، 2003.
- ذاكرة النشر الإقليمي ببليوجرافيا إصدارات الأقاليم الثقافية، 2003.
- قبل ما يردموا البحيرة على نفقته 2004.طبعة ثانية 2007.
- اخلص لبحرك، دبوان شعرى، 2007
- صاحب مقام ديوان شعري، نهضة مصر 2008.
- الموسوعة المصرية لأغنيات الطفل الشعبية - المركز القومى لثقافة الطفل 2006
- ما تقفشى عند بداية الحواديت، ديوان شعري، مطبوعات المرسم، 2011.
- بس مين يفهم، دار الأدهم، 2012.
- مساحات الالتباس والوعى بالنص الشعبي، هيئة الكتاب 2013.
- اكتبوا تحت الظلام بكرة، دار الأدهم 2014
- دكان للخردة دار العين 2014
- المؤتلف والمختلف قراءات في شعر العامية المصرية 2015
- الموسوعة المصرية لأغنيات الطفل الشعبية، ط 2 مكتبة الأسرة 2015
- عارف يارب ديوان شعرى الهيئة المصرية العامة للكتاب 2016

الفارس يسرى الجندى بين الياء والياء المهرجان القومى للمسرح 2019
- عدة كتب مشتركة مع آخرين.

كما ساهم بعدد من الكتب في مجال الأعمال الببليوجرافية والدراسات الشعبية منها:
- الخطاب الشعري في الموال
- مربعات ابن عروس
- الموسوعة المصرية لأغنيات الطفل الجزء الأول
- الشعر الشعبي
- معجم أدباء مصر

ترجم بعض أشعاره المترجم الكبير الأستاذ الدكتور محمد عناني في كتاب بعنوان أصوات غاضبة والذي يُدرَّس في جامعة أركانسو بأمريكا

## أعمال أخرى
- خدنى الغنا وما كنش فيه غيره - ديوان الأغاني
- ببليوجرافيا شعر العامية المصرية من 1952 حتى الآن
- المؤتلف والمختلف، دراسات في شعر العامية المصرية الجزء الثانى
- التاريخ الزجلى لمصر
- معجم الشتائم والسباب واللعان
- معجم الأمثال الشعبية - مصنفاً تصنيفاً موضوعياً
- الموسوعة المصرية لأغنية الطفل
- قبل ما يردموا البحيرة - ديوان شعري
- معجم مصطلحات الشعر الشعبي
- واحد ثقافة عامة - دراسة في أحوال الثقافة المصرية
- مسرحية سوكسيه للكبار
- مسرحية التلات ليمونات للأطفال

## الأعمال والوظائف
- عمل مصححاً بمجلة اليسار - 1991
- عمل باحثاً بأطلس الفولكلور المصري
- عمل سكرتيراً لتحرير أول مجلة لشعر العامية (ابن عروس) - 1992
- عمل سكرتيراً ثم مديراً لتحرير كتاب الأدباء
- عمل سكرتيراً لتحرير مجلة قطر الندى
- عمل مديراً لتحرير سلسلة الكتاب التذكاري
- عمل مديراً لتحرير سلسلة كتاب الثقافة الجديدة
- عمل مديراً لتحرير سلسلة ذاكرة الكتابة
- عمل رئيساً لتحرير مجلة الكرمة
- عمل رئيسا لتحرير سلسلة الدراسات الشعبية
- عمل مدير تنفيذيا لتحرير جريدة مسرحنا
- عمل مديراً للإدارة العامة للثقافة العامة بهيئة قصور الثقافة
- كما عمل مديرا للإدارة العامة لأطلس المأثورات الشعبية.
- عمل مديرا عاما فرع ثقافة الجيزة.
- عمل رئيسا للإدارة المركزية للتدريب وإعداد القادة الثقافيين.
- عمل رئيسا للإدارة المركزية للدراسات والبحوث ندبا
- عمل رئيسا لمجلس إدارة الهيئة العامة لقصور الثقافة
- عمل رئيسا للبيت الفنى للفنون الشعبية والاستعراضية
- يعمل رئيسا لتحرير مجلة الثقافة الجديدة ورئيسا للجنة الاستشارية العليا لأطلس المأثورات الشعبية

## المشـاركـات
- شارك في معظم المؤتمرات الأدبية في أقاليم مصر بداية من 1988
- كان عضواً في الأمانة العامة لمؤتمر أدباء مصر في الأقاليم لسبع دورات
- شارك في مهرجان المربد بالعراق - على نفقته - 2000
- مؤتمر المأثورات الشعبية بليبيا 2005
- شارك في مهرجان اوسو بسوسة 2008
- شارك مع السيرة الهلالية ضمن عرض التراث الثقافي الشفهي وغير المادي للبشرية بالبلدان الإسلامية المنظم بمتحف تلمسان 2011
- شارك في المهرجان الدولى للحكايات بالمغرب 2012
- شارك شاعرا ضمن احتفالات مصر بثورة 25 يناير سلطنة عمان 2012
- شارك في مهرجان القراءة في احتفال مدربا لجمع التراث الثقافى اللامادى ولاية تيرى اوزو - الجزائر 2013
- شارك باحثا ضمن المؤتمر الدولى جحا تراث مشترك معهد التراث بالشارقة 2016
- شارك باحثا في مهرجان الشعر الشعبى بالشارقة 2017
- شارك شاعرا في مهرجان الشعر الشعبى بالشارقة 2018
- شارك بأبحاثه في عدد كبير من المؤتمرات، من هذه الأبحاث:
  - المؤتلف والمختلف، قراءات في شعر العامية المصرية - شعراء البحيرة – الدقهلية – أسوان – الإسماعيلية – بورسعيد – السويس، وغيرها.
  - آليات استدعاء التراث الشعبي في شعر سمير عبد الباقي
  - النص الشعري الشعبي في منطقة القناة، وحس المقاومة - بالاشتراك مع قاسم مسعد عليوة
  - صورة البنت في التراث والمأثور الشعبي
  - قصيدة النثر العامية بين إشكالية المصطلح واكتشاف جماليات جديدة، دراسة تتناول الشعراء - مجدي الجابري – يسري حسان – جاسر جمال الدين – صادق شرشر
  - الوحدات الزخرفية في فن المرسمات الشعبية
  - نداءات الباعة، دراسة إثنوجرافية
  - الثقافة الشعبية والإعلام، البرامج الإذاعية والتلفزيونية نموذجاً
  - بيرم التونسي والإبداع الشعبي، دراسة في التناص
  - النشر الإقليمي، الطموحات، الإنجازات، السلبيات
  - توظيف عناصر الثقافة الشعبية في شعر فؤاد حداد
  - أنا شعرى منى وابن ناس فقرا، قراءة في شعر الأبنودى
  - رباعيات الشاعر الراحل حامد البلاسى
  - تداخل النصوص في العروض الحركية
  - شاعر الربابة بين فنون الدراما والشعر
  - آلات النفخ المصنوعة من الغاب بين فن الصناعة وفنون الآداء
  - لغة الشارع المصري من السرية إلى لغة الروشنة

نشر قصائده ومقالاته وأبحاثه في عدد كبير من المجلات المصرية والعربية، منها:
الثقافة الجديدة – أدب ونقد – أخبار الأدب – إضاءة – القاهرة – الرافعي – الكرمة – المساء – حريتي – الرياض السعودية – الأنباء الكويتية – الفنون الشعبية – الكتابة الأخرى – الجراد، وغيرها

## الأعمال الدرامية
كتب مسعود شومان أشعار عدد من المسلسلات والأفلام، منها:
- مسلسل حضرة المحترم رواية الكاتب الكبير نجيب محفوظ
- مسلسل دموع الغضب - سيناريو وحوار فيصل ندا
- فيلم ونس غريب - فيلم روائي قصير

كما كتب أشعار عدد من المسرحيات، منها:
- الحامي والحرامي
- عزيزة ويونس
- ملاعيب أبو نضارة
- بالعربي الفصيح
- عريس لبنت السلطان
- مولد سيدى طناش
- المشخصاتيه
- درب عسكر
- آخر الفرسان
- كابوس للبيع
- الهلالى

## روابط خارجية
- مسعود شومان على موقع قاعدة بيانات الأفلام العربية